# بطولة ساو توميه وبرينسيب 2009–10
بطولة ساو توميه وبرينسيب 2009–10 هو موسم من بطولة ساو توميه وبرينسيب. كان عدد الأندية المشاركة فيه 18، وفاز فيه GD Sundy ‏.